# 真 魔神英雄伝ワタル
『真魔神英雄伝ワタル 魔神山編』（しん マシンえいゆうでんワタル マシンざんへん）は、サンライズ制作による日本のアニメーション作品。

## 作品概要
- ドアクダーを倒してから数か月後の創界山を舞台にしたOVA。VHS（上の巻、下の巻）全2巻。1988年のアニメ第1シリーズおよびタカラより発売されたプラクションシリーズの好評を受けて、VAPより発売された。また、玩具店販売ルートでタカラからも発売され、1989年10月時点で、上下巻計で2万本を販売している[1]。
- 『魔神英雄伝ワタル』（第1シリーズ）と『魔神英雄伝ワタル2』の間をつなぐ作品。
- 外伝漫画『魔神英雄伝ワタル外伝 魔界突入物語』（『コロコロコミック』連載）に登場する魔神「雷王丸」が、1カットのみ登場している。

## ストーリー
救世主ワタルがドアクダーを倒し創界山の平和を取り戻してから数か月後、魔神山に魔界の者がトンカラリンの制作した最強の魔神「皇帝龍」を手中に収めようと現れた。龍神丸から話を聞いたワタルは、再び創界山の危機を救うために魔神島へと向かう。

## 登場人物
テレビシリーズからの主要キャラクターについては魔神英雄伝ワタルシリーズの登場人物を参照。
鍛冶部トンカラリン（かじべ トンカラリン）
声：滝雅也
魔神山に住む魔神鍛冶。皇帝龍をはじめ、数多くの魔神を作り出した。そのため魔界の者に狙われることになる。
鍛冶部トナリ（かじべ トナリ）
声：西原久美子
トンカラリンの孫娘。モンジャ村に現れ、魔神山に魔界の者が現れたことを告げる。
なお、広井王子による『ノベライズ版』（『ANOTHER STEP』。OVAと世界設定は異なる）では、孫娘ではなく弟子となっており、日輪丸という彼女の父親が造った魔神に乗っている。
キンカック
声：稲葉実
ドワルダーの手下。皇帝龍を奪うために来た魔界の者。
ギンカック
声：龍田直樹
ドワルダーの手下。皇帝龍を奪うために来た魔界の者。

## 魔神

### 丸魔神
龍神丸（りゅうじんまる)
龍王丸（りゅうおうまる）
5つの正しき力の内の「光」を表している。
戦王丸（せんおうまる）
5つの正しき力の内の「剣」を表している。
空王丸（くうおうまる）
5つの正しき力の内の「速」を表している。
幻王丸（げんおうまる）
5つの正しき力の内の「術」を表している。
邪虎丸（じゃこまる）
5つの正しき力の内の「力」を表している。
雷王丸（らいおうまる）
OVAでは1カットのみ登場。
トンカラリンの工房で製作中だった魔神。雷から魔引闘力を作り出すエネルギー変換装置を持つ。装備は剣に雷のエネルギーを蓄えてその力で敵を切り爆発させる必殺技を放つ爆雷剣と、どんな電撃も吸収できるフェニックスシールドに、雷角に雷を溜め、シールドから放出する雷撃・雷クラッシュ（サンダークラッシュ）。雷王肩にフェニックスサンダーを装備。
コミック版では、雷斗が乗る神部界の天候を司る山である螺旋山の守護神。フェニックスシールドと爆雷剣の組み合わせによって無数の技を生み出しそのパワーは龍王丸にも劣らない。しかし操作が難しく雷斗はいつも苦労している。
元はプラクションオリジナルデザイン画コンテストの最優秀賞「フラッシュフェニックス」。
プラクション影輝皇帝龍のパッケージには影輝鋼衣を装着した影輝鋼衣雷王丸（ブラックメタルジャケットらいおうまる）の写真が載っている。プラクションの雷王丸には鋼衣が付けられそうなジョイントが存在するが、この形態を再現するには接着が必要。

### 鋼衣魔神
皇帝龍（こうていりゅう）
魔神山山頂の龍の岬に封印されていた伝説の龍。トンカラリンが作った黄金の龍型魔神で各部パーツは分解して鋼衣となり魔神に装着することが可能。
鋼衣（メタルジャケット）
皇帝龍が分解して魔神に装着されるサポートパーツで、魔神のエネルギー源である魔引闘力（マインドパワー）を数倍にパワーアップさせる能力を持つ。
鋼衣龍王丸（メタルジャケットりゅうおうまる）
鋼衣を装着した龍王丸。鋼衣が装着されていない部分にも鋼衣の力が作用しているため、白いボディが薄い水色に変わっている。劇中では鳳凰に変化しない。
- 皇帝龍パーツ：

皇帝鳳龍剣（こうていほうりゅうけん）
鳳龍剣に皇帝龍の剣ビレ（背ビレパーツ）が合体。
天斬爪（てんざんそう）
両肩の龍牙拳に皇帝龍の前足パーツが合体。
天聞冠（てんぶんかん）
頭部に皇帝龍の後頭部パーツが合体。
轟天甲（ごうてんこう）
両腕に皇帝龍の腹部パーツが合体。
天駆甲（てんくこう）
両足に皇帝龍の腹部パーツが合体。
- 技：

皇帝龍雷拳（こうていりゅうらいけん）
鋼衣の力を借り2発連続で発射、威力は3倍に。
皇龍雷激波（こうりゅうらいげきは）
五体の鋼衣魔神で敵を取り囲み両腕（鋼衣空王丸は神力鷹波銃）から光線を放つ。
鋼衣邪虎丸（メタルジャケットじゃこまる）
鋼衣を装着した邪虎丸。劇中ではタイガーモードに変形しない。他の鋼衣魔神と同様の理由で黄色いボディがオレンジに変わっている。
- 皇帝龍パーツ：

皇帝虎剣（こうていタイガーソード）
虎剣と皇帝龍の剣ビレ（背ビレパーツ）が合体。
龍頭鎧（りゅうずがい）
タイガーウィング基部に皇帝龍の顔パーツが2つに分かれて合体。
粉砕甲（ふんさいこう）
両腕に皇帝龍の腹部パーツが合体。
重戦甲（じゅうせんこう）
両脚に皇帝龍の胸部パーツが合体。
地裂爪（ちれつそう）
両足に皇帝龍の皇龍地裂爪（前足パーツ）が合体。
後頭部の鋼衣
後頭部に皇帝龍の皇龍尾針（尾パーツ）が合体。
- 装備：

勝虎翼（ビクトリータイガーウイング）
鋼衣のパワーを貰い、空を飛ぶスピードが3倍に。
- 技：

皇龍雷激波（こうりゅうらいげきは）
鋼衣戦王丸（メタルジャケットせんおうまる）
鋼衣を装着した戦王丸。鋼衣龍王丸と同様に白いボディが薄い水色に変わっている。
- 皇帝龍パーツ：

閃光角（せんこうかく）
火炎の紋に皇帝龍の髭パーツと皇龍光角（角パーツ）が合体。
龍尾針（りゅうびしん）
後頭部に皇帝龍の皇龍尾針（尾パーツ）が合体。
光輪鎧（こうりんがい）
両肩に皇帝龍の腹部パーツが合体。
光爪甲（こうそうこう）
両腕に皇帝龍の後足パーツが合体。
爆走甲（ばくそうこう）
両足に皇帝龍の後足パーツが合体。
- 装備：

刀部斬夢刀（かたなべざんむとう）
剣部豪刀（つるぎべごうとう）
魔引闘力の力を借り、火炎✕の字斬りの力がアップ。
三槍（みつやり）
- 技：

皇龍雷激波（こうりゅうらいげきは）
鋼衣空王丸（メタルジャケットくうおうまる）
鋼衣を装着した空王丸。劇中では人型に変形しない。鋼衣龍王丸と同様に白いボディが薄い水色に変わっている。
- 皇帝龍パーツ：

神力鷹波銃（ゴッドソニックウェーブガン）
両翼の超鷹波銃に皇帝龍の剣ビレ（背ビレパーツ）が合体。
風聞甲（ふうぶんこう）
顔に皇帝龍の皇龍尾針（尾パーツ）が合体。
風来角（ふうらいかく）
2つの角に皇帝龍の頭部パーツが合体。
旋空甲（せんくうこう）
両脚に皇帝龍の腹部パーツが合体。
風斬爪（ふうざんそう）
両足に皇帝龍の下顎パーツが合体。
- 装備：

超力翼（ハイパワーウィング）
魔引闘力の力を借り、飛行スピードアップ。
- 技：

皇龍雷激波（こうりゅうらいげきは）
鋼衣幻王丸（メタルジャケットげんおうまる）
鋼衣を装着した幻王丸。鋼衣龍王丸と同様に白いボディが薄い水色に変わっている。
- 皇帝龍パーツ：

皇帝雷牙刀（こうていライガーナイフ）
雷牙刀に皇帝龍の剣ビレ（背ビレパーツ）が合体。
雷鳴冠（らいめいかん）
頭部に皇帝龍の頭部パーツが合体。
魔気鎧（まきがい）
両肩に皇帝龍の胸部パーツが合体。
皇龍充気翼（こうりゅうじゅうきよく）
両肩の魔気鎧に皇帝龍の皇龍翼（翼パーツ）が合体。
乱撃甲（らんげきこう）
両腕に皇帝龍の皇龍脚（前足パーツ）が合体。左腕の幻武星流手裏剣は乱撃甲の上から装着。
雲蹴甲（うんけるこう）
両足に皇帝龍の首パーツが合体。
- 装備：

幻武光牙手裏剣（げんぶこうがしゅりけん）
幻武星流手裏剣（げんぶせいりゅうしゅりけん）
- 技：

皇龍雷激波（こうりゅうらいげきは）

### ドワルダー魔神
ジゴクアシュラ
キンカックの阿修羅型魔神。6本の手を持ち、ヒミコが乗る幻王丸とのじゃんけん勝負で反則勝ちをした。
オニベンケイ
ギンカックの弁慶型魔神。トゲ付きの巨大なナイフを武器にする。
合体魔神
ジゴクアシュラとオニベンケイが合体した姿。

## スタッフ
- 企画・制作・著作 - サンライズ
- 制作 - 矢立肇
- 企画協力 - レッドカンパニー
- 監督 - 香川豊、井内秀治
- チーフライター - 小山高生
- キャラクターデザイン - 芦田豊雄
- メカデザイン - 中沢数宣
- 美術 - 池田繁美
- 音楽 - 田中公平、兼崎順一、門倉聡
- プロデューサー - 真下修、近貞博、吉井孝幸
- 制作 - タカラ、バップ、サンライズ

## 主題歌
オープニングテーマ「STEP」
作詞・作曲 - 立花瞳 / 編曲 - 志熊研 / 歌 - a・chi-a・chi
エンディングテーマ「a・chi-a・chiアドベンチャー」
作詞 - 伊藤アキラ / 作曲 - 池毅 / 歌 - a・chi-a・chi
- オープニング、エンディングは両映像共にテレビシリーズ後期版を流用。本作ではCD版の歌詞（主題歌を参照）を使用。
- 一部（オープニングの冒頭タイトル、背景が創界山が魔神山に）差し替えられている。

## 各話リスト
| 話数   | サブタイトル             | 脚本              | 演出   | 作画監督 | 発売日        |
| ------ | ------------------------ | ----------------- | ------ | -------- | ------------- |
| 上の巻 | 帰ってきた救世主         | 小山高生          | 香川豊 | 芦田豊雄 | 1989年 8月5日 |
| 下の巻 | よみがえれ！伝説の皇帝龍 | 小山高生 井内秀治 | 香川豊 | 芦田豊雄 | 9月5日        |

## 商品展開
- VHS 上の巻（1989年8月5日）、下の巻（1989年9月5日）
（Vap版。上の巻〈Vap-62207〉、下の巻〈Vap-62209〉。全2巻。背景が白色）
（タカラ版。上の巻〈V-17〉、下の巻〈V-18〉。全2巻。背景が水色）
- LD（単巻。1989年10月5日、Vap-70113。銀色背景のイラスト）
LD（再発。1994年6月1日発売、VPLV-70400。白色背景のイラストにジャケット変更）
- DVD-BOX（2002年3月15日発売。VPBY-11917。第1シリーズとセット）
- Blu-ray-BOX（2013年12月18日発売。VPXY-71994。第1シリーズとセット）

## テレビ放送
地上波で放送されたことは1度もないが、2022年1月8日にBS放送「BS12」（ワールド・ハイビジョン・チャンネル）の深夜アニメ枠『アニメ26』（2:00 - 3:00）で、2本まとめてテレビ初放送された。

## 外伝コミック
『魔神英雄伝ワタル外伝 魔界突入物語』
『月刊コロコロコミック』で1989年8月から1990年1月号まで連載された外伝漫画。作画は青木たかお、原作は水谷謙之介（RED）&サンライズ。タカラ・プラクションと連動した作品で、OVA同様に魔神山を中心としているがオリジナルキャラクター雷斗&キッドが主役の物語となっている。初期のタイトルは『魔神英雄伝ワタル 魔界突入!雷王丸物語』で1989年11月号より改題された。

### 登場人物
戦部ワタル（いくさべワタル）
龍王丸のパイロット。
雷斗（らいと）
螺旋山生まれの雷族の王子。雷を操る。雷王丸のパイロット。語尾に「〜ゴロ」と付ける。初期設定では雷王雷斗（らいおう らいと）という名前だった。
キッド
水簾山生まれ。海王丸のパイロット。「ポッポちゃん」というオウムを肩に乗せている。頑固な性格で、自分で決めたことは決して曲げない。
ク・ワーノ
華炎山の魔神鍛冶。元は魔神山の魔神鍛冶で、魔神を造る腕は優秀だったが、魔神を兵器とする考えの持ち主で、魔神を平和利用とする他の鍛冶と意見が合わなくなり、魔神山を去って華炎山に住み、自分の優秀さを示すべく「戦国魔神」を開発した。

#### ドワルダー軍団
魔界四天王
ゴーモック
魔界四天王の一人。卑怯で残忍。お調子者な一面がある。
ダーモン
魔界四天王の一人。「…だガニ」が口グセの男。
ゾージョウ
魔界四天王の一人。女性的な口調で話す。光る物好きで魔神も光り輝いている。
ジゴクテン
魔界四天王のリーダー。性格は残忍。

### 魔神
龍王丸（りゅうおうまる）
戦部ワタルの魔神。演出の都合上、龍神丸の召喚と光の空神丸との合体は省かれている。
ブラック鋼衣龍王丸（ブラックメタルジャケットりゅうおうまる）
魔神山の宝である龍の心臓「光石」により皇帝龍が呼び出されそのパーツが龍王丸にフル装着され黒く変化した姿。そのフルパワーは一撃でエースピードを葬り去る。フル装着と言っているが全ての鋼衣を装着しているわけではない。
プラクションの影輝皇帝龍のパッケージでは特別影輝鋼衣龍王丸（スペシャルブラックメタルジャケットりゅうおうまる）、プラクション付属の神部新聞にはインペリアル鋼衣龍王丸（インペリアルメタルジャケットりゅうおうまる）という名前で記載されている。プラクションでは鋼衣を接着しないと再現不可能。
雷王丸（らいおうまる）
上記参照。
海王丸（かいおうまる）
キッドの乗る神部界の水を司る水簾山の守護神。サメ型に変形ができ海中での能力は全ての魔神に勝る海の王者。また数々の特殊機能も海中でこそ本来のパワーを発揮するもので、逆にいうと地上の乾燥した空気がこの魔神の弱点となる。
装備はサメ型の時はヒレとなる剣のスパイクピックソードと、サメ型の時は先端に装着する槍の海斬刀、そして必殺技はサメ型に変形しスパイクピックソードと海斬刀で敵を切り裂くシャークラッシャーアタック。
皇帝龍（こうていりゅう）
上記参照。
影輝皇帝龍（ブラックこうていりゅう）
龍王丸が鋼衣を装着した後に黒く変化したため、劇中には黒い皇帝龍としては登場していない。
プラクションでは、神部界の四つの宝物を取り戻すためにワタル一行と魔界に向かった皇帝龍がワタルの最大魔引闘力（マインドパワー）を受け影輝鋼（ブラックメタル）に変身したという設定。
プラクションのパッケージには皇帝龍と影輝皇帝龍の合体という設定で、一部のパーツを皇帝龍と交換した超鋼皇帝龍（スーパーメタルこうていりゅう）の写真が載っている。
装備：
炎龍口（えんりゅうこう）
強大なパワーを持った炎を吐く口。
皇龍翼（こうりゅうよく）
魔引闘力を増幅させ、飛行エネルギーに変換して空を飛ぶ。魔界に立ち込める風雲も吹き飛ばす力を持つ。
皇龍地裂爪（こうりゅうちれつそう）
魔界にある、硬い岩も砕く。
皇龍尾針（こうりゅうびしん）
影輝鋼への変身により今まで以上のパワーを得て、発光し敵を溶かすこともできる。
皇龍脚（こうりゅうきゃく）
重たい胴を支える強靭な足。
皇龍光角（こうりゅうこうかく）
皇帝龍を操る者から魔引闘力を引き出し吸収する角。
剣ビレ（つるぎビレ）
鋼衣の状態になった時、戦王丸を除いた4体の魔神の剣などに合体する。

#### 戦国魔神
悪の魔神鍛冶ク・ワーノが龍神丸を凌ぐ超武装型の魔神として作り上げた戦国魔神軍団。
戦国龍神丸（せんごくりゅうじんまる）
龍神丸をコピーしたリーダー格の戦国龍神丸は一度は龍王丸を倒したほどの力を持つ。ワタルの恐怖心を実体化した影のワタルを乗せているのでワタルの行動を読まれてしまう。
装備は豪龍剣、日輪剣、月光剣、龍の紋章の描かれた両肩から光となって相手を倒す爆龍拳。
戦国戦神丸（せんごくせんじんまる）
戦神丸の強化型コピー魔神で、そのパワーは戦神丸を遥かに凌いでいる。ワタルの恐怖心を実体化した影のワタルを乗せている。
装備は両手に持った必殺武器の遠斬剣。
戦国空神丸（せんごくくうじんまる）
空神丸をコピーし、さらにパワーアップさせた魔神。空神丸と全く同じ飛行能力と空神丸を上回る攻撃力を持つ。羽の上に他の魔神を乗せて飛行することもできる。ワタルの恐怖心を実体化した影のワタルを乗せている。
戦国幻神丸（せんごくげんじんまる）
幻神丸の強化型コピーで幻神丸に劣らぬ素早さを持つ。ワタルの恐怖心を実体化した影のワタルを乗せている。
装備は背の巨大手裏剣を棍棒に装着して使う必殺武器の絡繰風丸車。

#### ドワルダー魔神
キングバード
ゴーモックの操る魔神。両肩の巨大なアーマーがそのまま翼になっていて、飛行能力は抜群。
能力は角から放つ自然の雷の数十倍の破壊力のある雷撃衝撃波（エレキックインパルス）。
キングバード二号
キングバードを強化した魔神。波動増幅ビームにより水中での戦闘を有利に進める。
装備は雷を操る螺旋山の宝の金斗雲と、水中で使えば巨大な渦潮を起こすことができる右手に装着された波動増幅ビーム。
クラブジャック
ダーモンの操るカニ型の魔神。2つのハサミと分厚い装甲で、敵からの攻撃を受け付けないはずだったが、雷王丸、龍王丸、海王丸の連続攻撃によってもろくも敗れ去る。
装備はカニ型のハサミで相手を挟み込むハサミとハサミから出すミサイル。
クインダイヤ
ゾージョウが操る。魔界の入口、魔界門の番人役の魔神。全身を光り輝くダイヤモンドで覆われており、敵の目を晦ませその隙をついて鋭く尖った手足で攻撃を加える。この戦法に対してキッドは海王丸を密着させることで勝機を掴んだ。
エースピード
ジゴクテンの操る魔神。インディアンの酋長のようなその姿は、見る者の手足をすくませ戦意を失わせる。
装備は口から放つ火炎放射器の地獄劫火（ヘルファイヤー）と、切る・殴る・刺すの1本3役の万能武器ソリッド・ハンマー。

### 四方山
創界山の周りに位置する四つの山。創界山同様7つのエリアに分かれている。
魔神山（ましんざん）
創界山の東にある土を司る山。大きな龍の形をしていて、輪切りのように7つのエリアに分かれている。
螺旋山（らせんざん）
創界山の南にある風を司る山。7つのプレート状のエリアが螺旋状に重なっている。
水簾山（すいれんざん）
創界山の西にある水を司る山。ミカンの房のように7つのエリアに分かれている。
華炎山（かえんざん）
創界山の北にある火を司る山。閉じた花弁のような山で内側にマグマを蓄えている。溢れるマグマを排出するため、何年かに一度花のように開く。開いた底に魔界の入口がある。華炎山が開いた時に対応するため、住居は観覧車のゴンドラのような造りになっている。